# Col du Grand Colombier
El col du Grand Colombier, también llamado col du Colombier, es un puerto de carretera en las montañas del Jura, a 1.498 m de altitud, situado en el departamento de Ain, en la región de Auvernia-Ródano-Alpes.

## Geografía

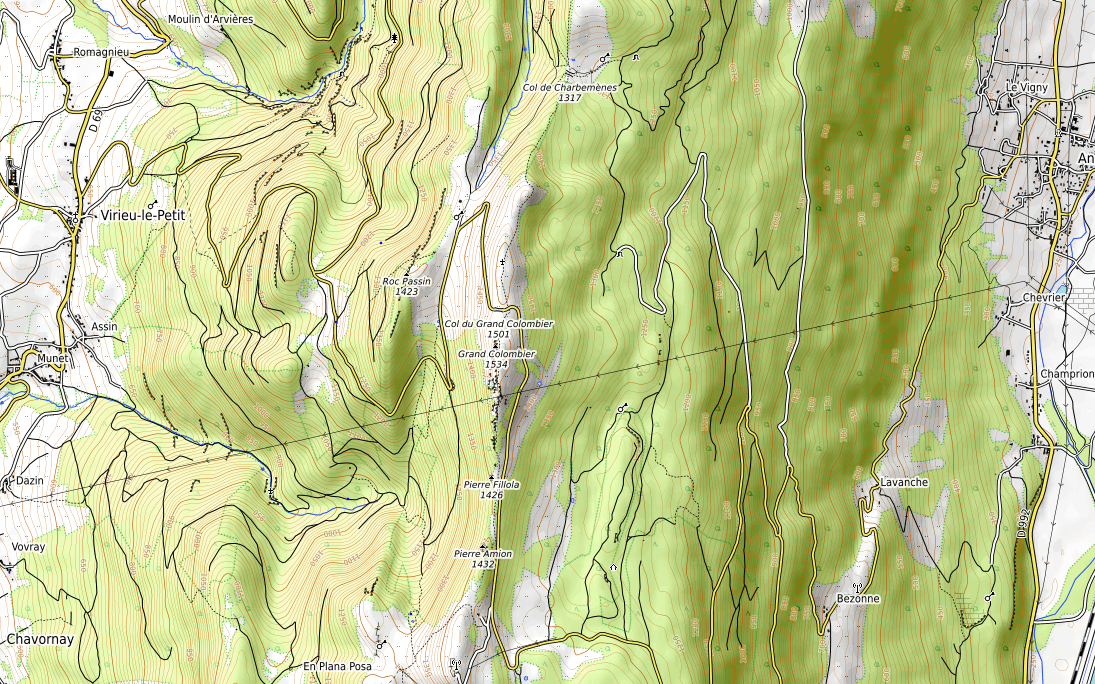
Mapa topográfico del puerto.

### Situación
El col du Grand Colombier está situado a 1.498 metros de altitud en el municipio de Anglefort, cerca de la cumbre del Grand Colombier. Separa el punto más alto de este último a 1.531 metros de altitud, situado a 500 metros al sur del col, de la Croix du Colombier a 1.525 metros de altitud, situada a 300 metros al norte del col. A 1.250 metros por debajo del puerto, se extiende el valle del Ródano, mientras que al oeste se encuentra el valle del Séran. Se encuentra a 3 kilómetros al este de Virieu-le-Petit, al que domina por 850 metros, y a 4 kilómetros al oeste de Anglefort.
La vista desde la cima permite ver por debajo el valle del Ródano, el lago del Bourget y la salida de las gargantas del Val de Fier, u observar los picos alpinos en la distancia hacia el este.

### Geología
El col está cortado en la caliza Malm del Grand Colombier. Su lecho de roca está atravesado por una falla este-noroeste-suroeste, transversal al anticlinal. Algunas formaciones kársticas y canchales están presentes al sur del paso.

## Ciclismo

### Perfil
Este col es menos conocido que los puertos alpinos, en particular porque el Tour de Francia nunca lo había utilizado hasta 2012; sin embargo, la caravana del Tour de l'Ain pasa regularmente por él. No obstante, los ciclistas la consideran una de las más difíciles de Francia, debido a la pendiente, que puede superar ampliamente el 10% durante muchos kilómetros a lo largo de más de 1.200 m de desnivel. Desde 1992, una cofradía ciclista, la "Fêlés du Grand Colombier", reúne a varios centenares de ciclistas de toda Europa que suben 2, 3 o 4 de sus vías de acceso en el mismo día.
Hay cuatro rutas hacia el col: dos hacia el oeste y dos hacia el este. A cada lado, las dos carreteras se unen a pocos kilómetros del col.
Hacia el oeste, son posibles varias variantes. Una de las más difíciles es subir por la carretera de Artemare y luego por Virieu-le-Petit. Esta ruta tiene pendientes muy pronunciadas con un perfil de 15,9 km al 7,8%. Comienza en el cruce (244 m) entre las carreteras D 31 y D 904 y la subida tiene lugar en medio de los campos en la primera parte con pendientes de alrededor del 5%, algunos sectores más ondulados pero también algunos tramos al 7%, especialmente hacia Munet. Pero la dificultad aumenta repentinamente al girar a la derecha en una bifurcación (637 m), tras más de 7 km de subida, hacia la D 120C después de Virieu-le-Petit. Este es el comienzo de un sector forestal de 4,4 km muy difícil a más del 12%, incluyendo un corto paso al 22% incluido en un tramo de 400 m al 18% de media en los últimos 1.500 metros. Por eso este lado se llama "vertiente occidental directa". En el lugar llamado "La Selle" (1.176 m), esta ruta se une a pendientes menos difíciles procedentes de Lochieu o de los "Moulins d'Arvière" y la pendiente del siguiente kilómetro es menos difícil, pero poco después, un "coup de cul" vuelve a marcar porcentajes severos, cercanos al 10% en los últimos tres kilómetros. Al llegar a las "barreras canadienses", que impiden que los rebaños crucen las vallas a nivel de la carretera, se puede ver la cruz de la cumbre.
El más difícil es otro itinerario menos clásico creado por la confrérie des Fêlés du Grand Colombier que consiste en partir de Talissieu pero tomar atajos fuera de la carretera principal para llegar a Munet y Virieu-le-Petit y terminar con la misma última parte de la vertiente occidental directa de Artemare. Con un perfil de 14,05 km al 9% aún más impresionante que el anterior, recibe el apodo de "la Directissime". Partiendo del cruce (241 m) entre la D 105 y la D 904 justo antes de Talissieu y siguiendo la carretera principal, es decir, la D 105 hasta Munet (540 m, km 5,3) y luego la D 169 hasta el atajo (637 m, km 7) en Virieu-le-Petit y luego siguiendo el mismo tramo extremadamente duro que el anterior, la distancia es de 15,5 km al 8,1%, es decir, estadísticas comparables a las de la vertiente occidental directa de Artemare.

Sin embargo, todavía en su lado occidental, otras rutas son menos difíciles y evitan el tramo extremadamente empinado, aunque hay algunas subidas empinadas de casi el 15%, pero en un camino más irregular con zonas planas. La primera es partir de nuevo del cruce (244 m) entre las carreteras D 31 y D 904 en Artemare y continuar por la D 31 y luego por la D 69 hasta el cruce de "Moulins d'Arvière" (622 m, km 8,7) entre Virieu-le-Petit y Lochieu. En el km 17,2, esta ruta establece un cruce en el lugar llamado "La Selle" (1 176 m) con la carretera directa y termina en el mismo extremo. En total, esta pendiente tiene 21,3 km de longitud con casi un 5,9%. Más corta es la que parte de Lochieu (608 m) durante 13,1 km a casi 6,8%. Esta ruta se une después de menos de un kilómetro a la D 120 que parte de "Moulins d'Arvière" y continúa por la misma carretera, llegando al cruce con la carretera directa después de 9 km, donde se juntan todas las carreteras de la vertiente occidental.

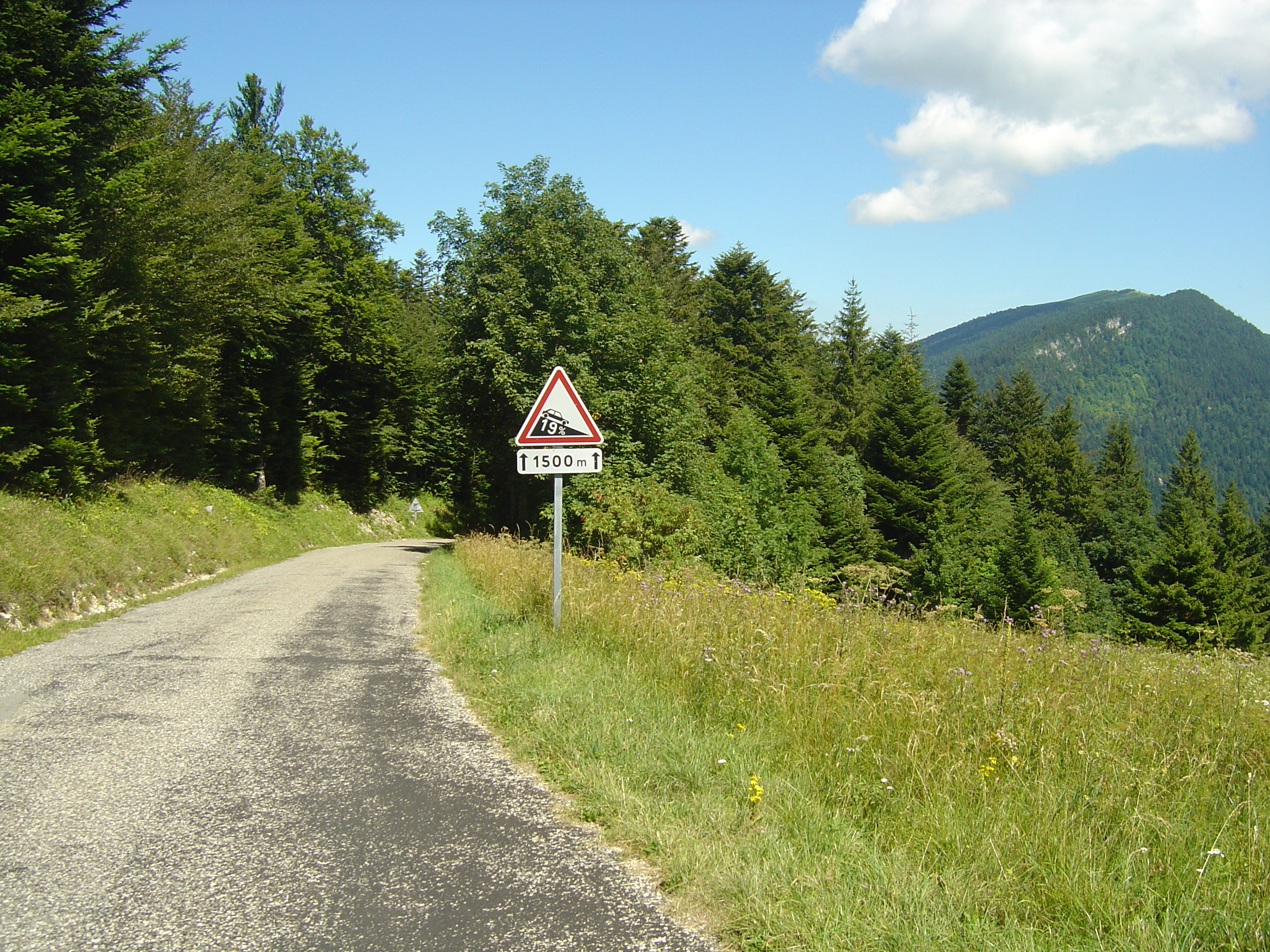
Un cartel que anuncia un sector muy difícil con tramos al 19 % en 1,5 km.
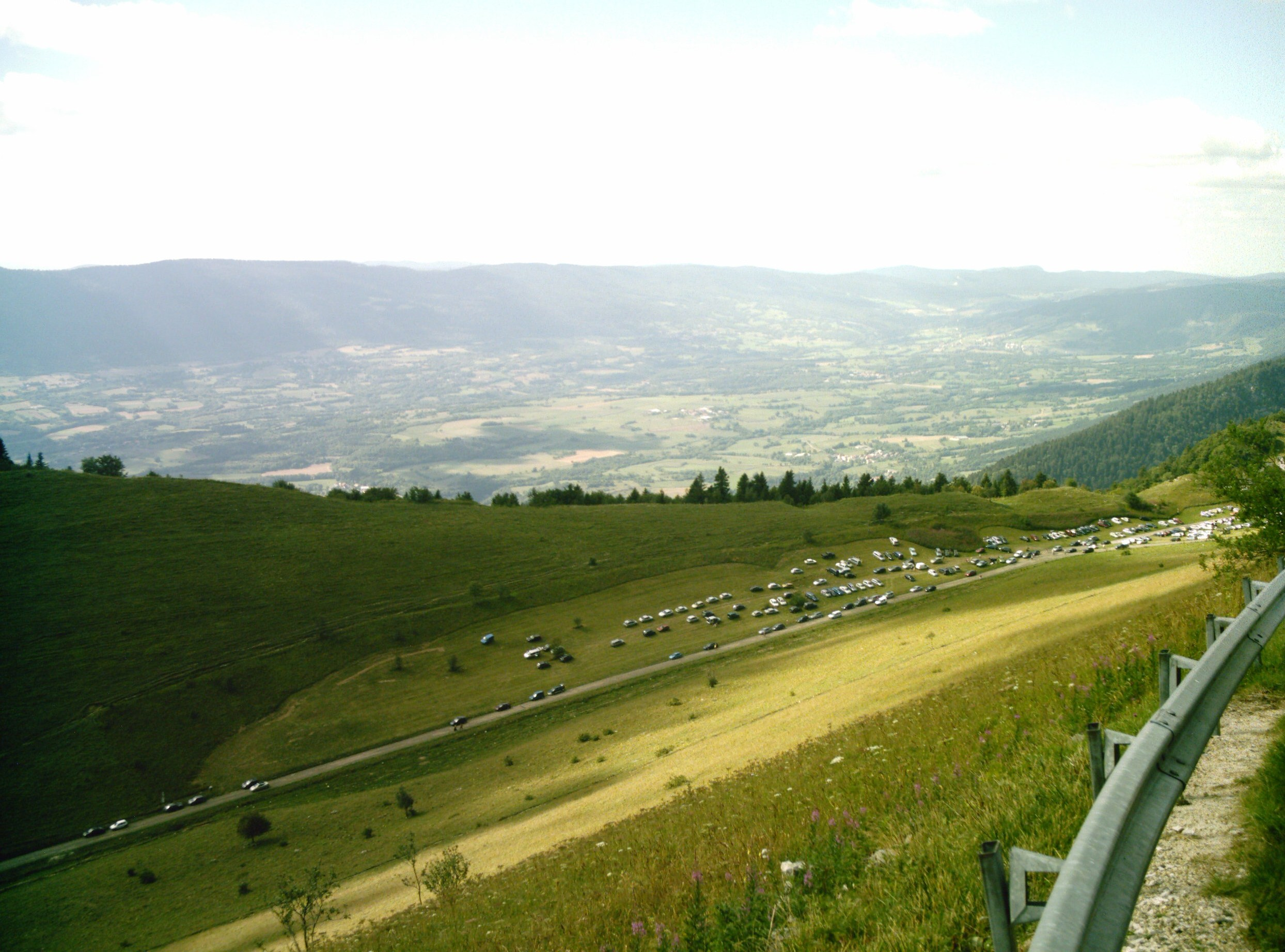
Más abajo, los últimos kilómetros de la carretera al col du Grand Colombier.
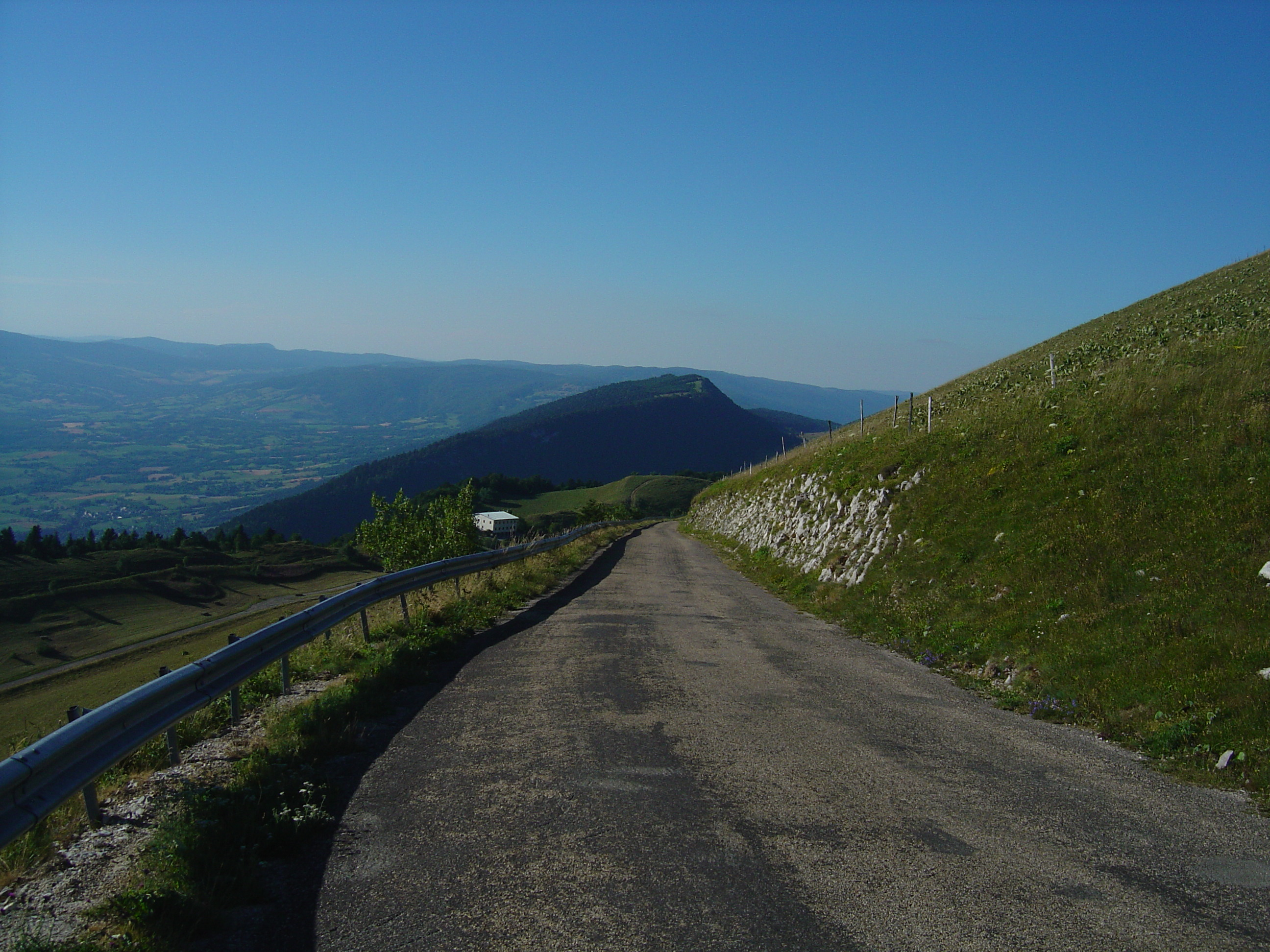
El último km del ascenso.

La carretera de Culoz (18,3 km al 6,9%) comienza en el cruce (244 m) entre la D 120 y la D 904. Pasa por el acantilado que domina la ciudad, con muchas vistas sobre el valle a medida que se curva. Esta primera parte no tiene mucha sombra, por lo que el calor es una dificultad adicional en tiempo seco. La pendiente es fuerte en este sector (frecuentes tramos al 9 y al 10% e incluso hasta el 14% según una señal) pero sigue una zona plana de unos 2 km al 3% antes del cruce (878 m) con la carretera que viene de Anglefort, a la que se llega tras unos 9 km de subida. Esta última carretera, con un perfil de 15,2 km al 7,9% hasta la cumbre, tiene una pendiente regular y pronunciada de casi 6,5 km al 9,15%. Los siguientes tres kilómetros son muy difíciles, con medias de entre el 9 y el 11%, incluyendo tramos al 14%, siendo la sombra del bosque el único alivio aquí. Sin embargo, los últimos kilómetros, ya al aire libre, desde el lugar llamado "la Sapette" (1.230 m) hasta el cruce de "Fenestré", son generalmente menos difíciles, entre el 4 y el 7 %.

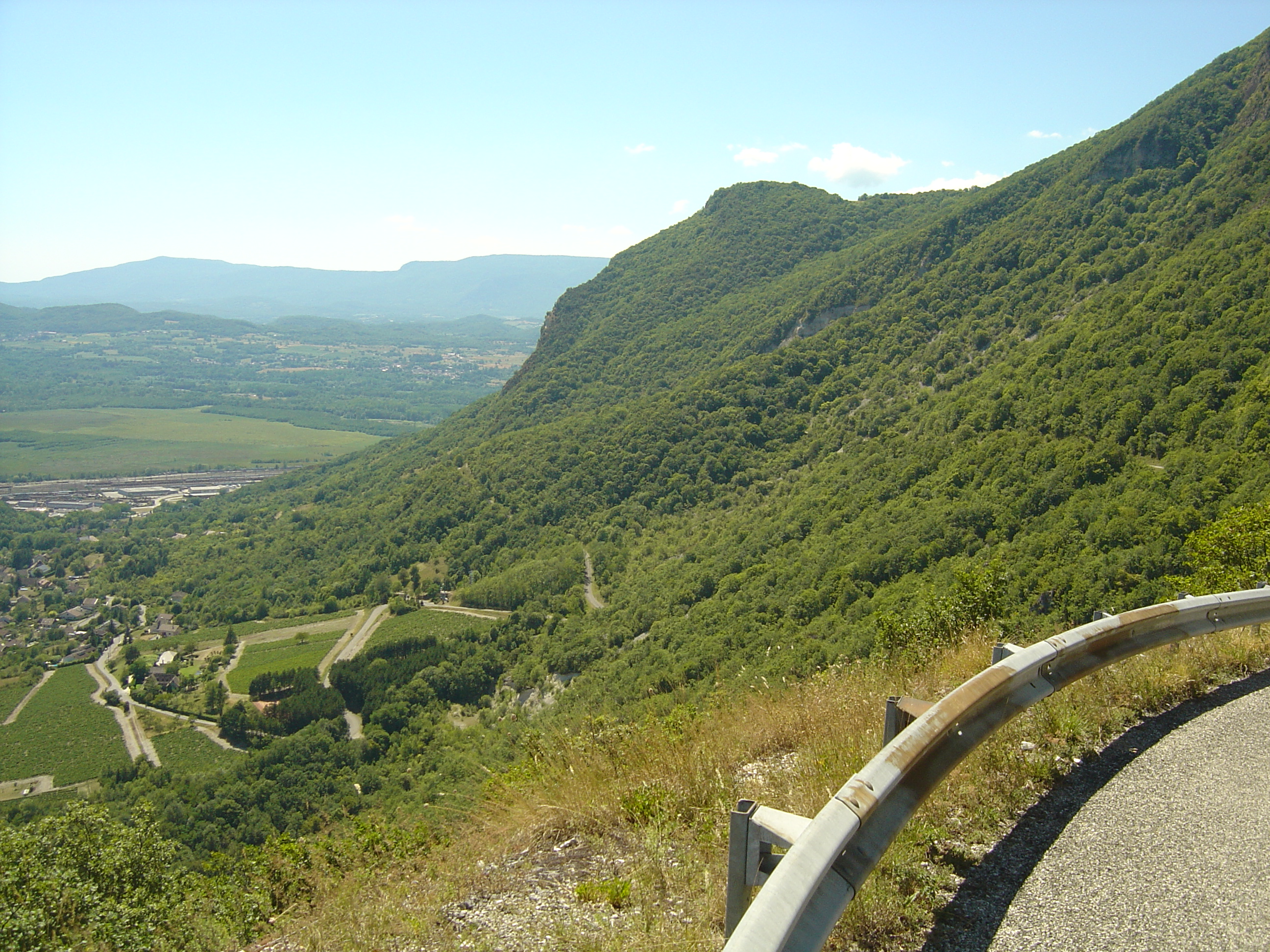
Más abajo, las primeras curvas del ascenso desde Culoz.
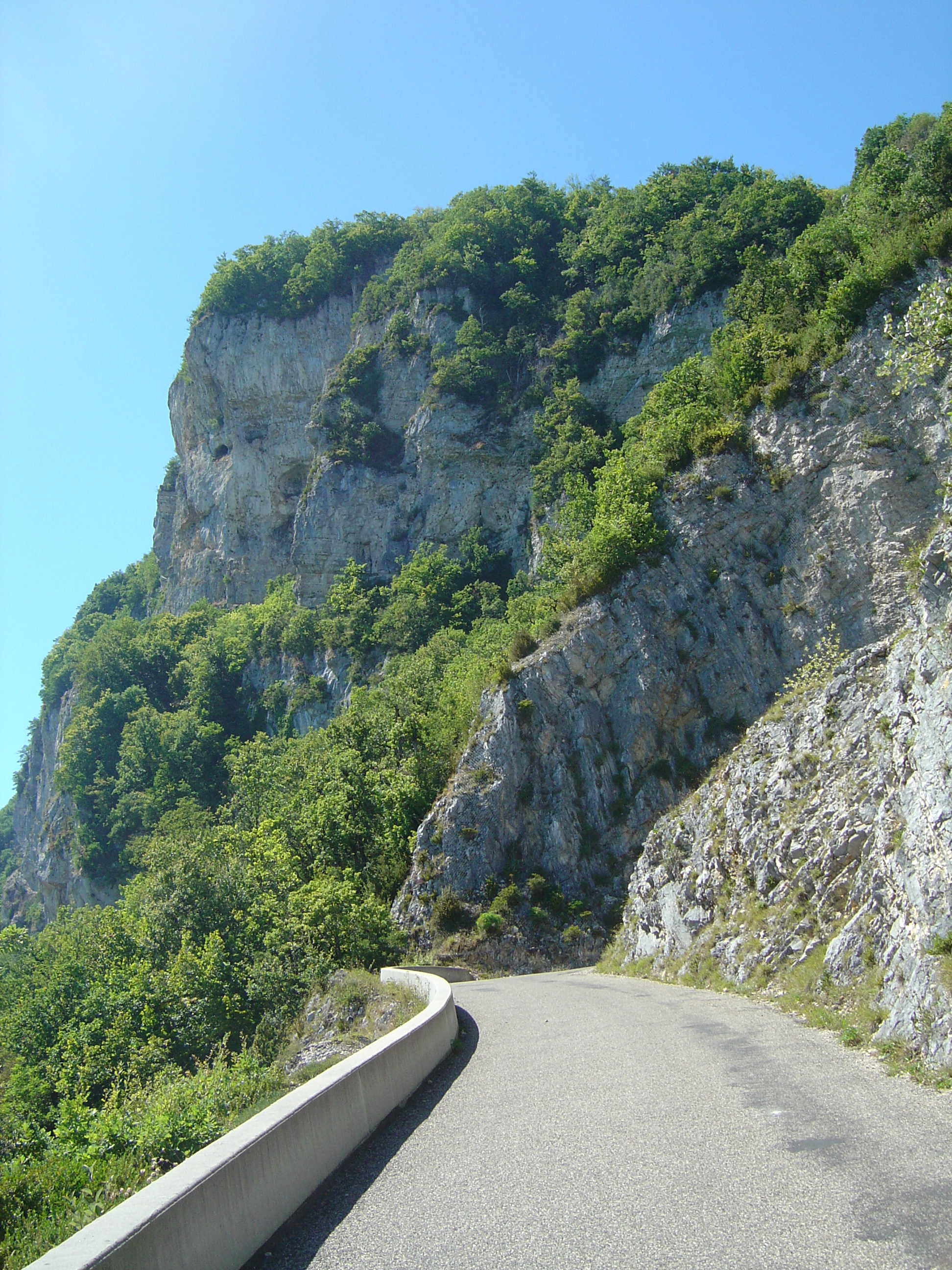
El camino que lleva al puerto, al borde del acantilado.
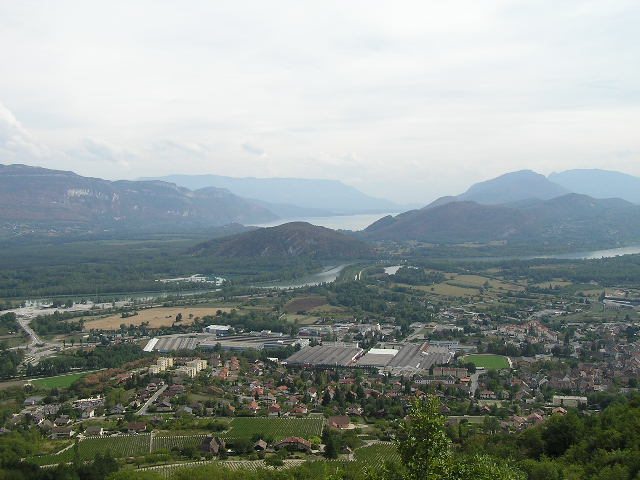
Vista desde la carretera al borde del acantilado sobre la llanura de Culoz y el lago Bourget.
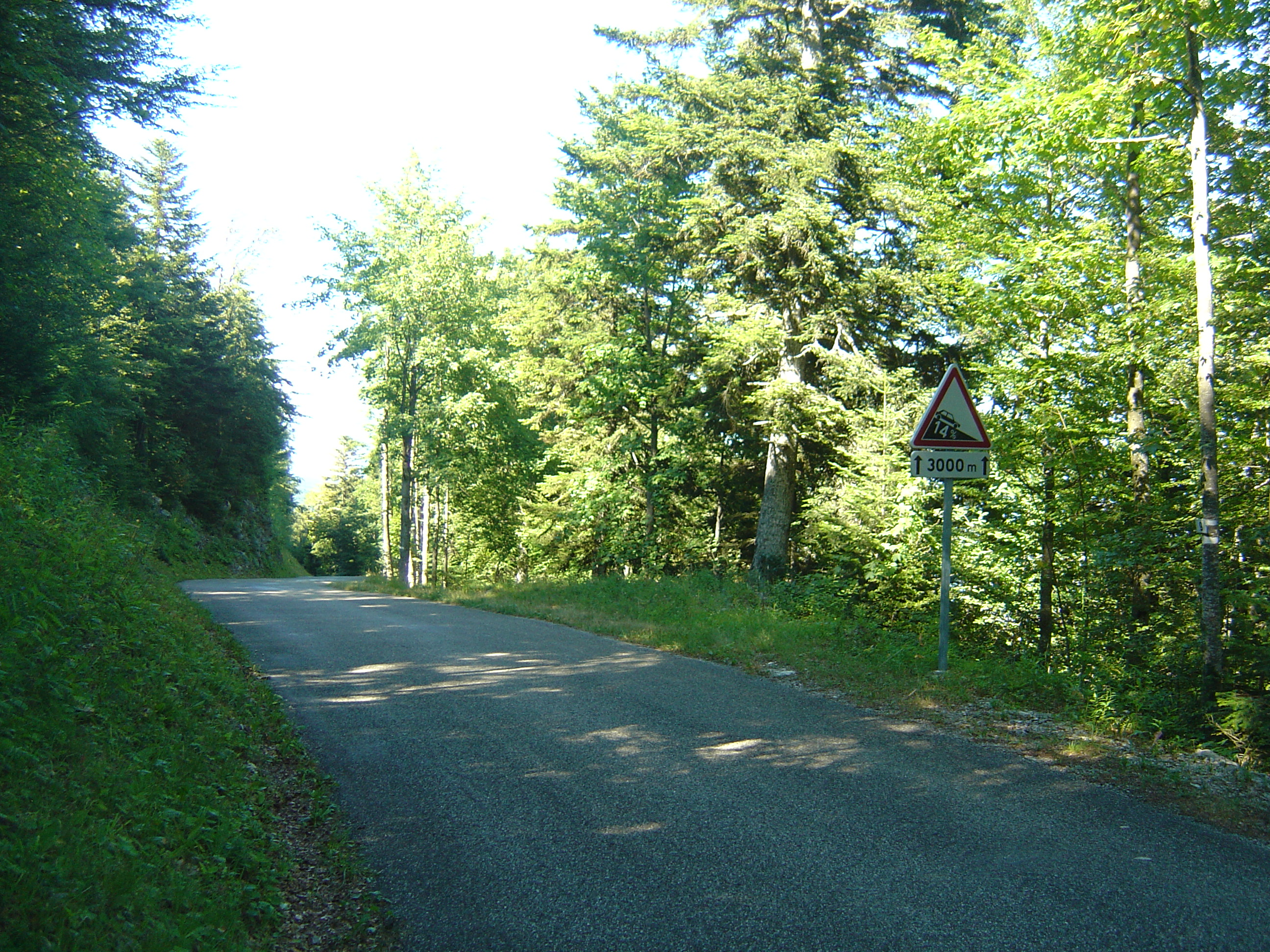
Sector difícil tras el cruce de las carreteras de Anglfort y Culoz. El kilómetro anterior, cerca de 11,5 % de media, incluye tramos al 14 %.

### Carreras profesionales

#### Tour de Francia
El col du Grand Colombier se subió desde Culoz por primera vez en el Tour de Francia 2012 durante la décima etapa. Fue clasificada como una subida de categoría especial, lo que la convierte en la primera subida del macizo del Jura en ser clasificada como tal y la única subida de categoría especial fuera de los Alpes y los Pirineos desde que el Puy de Dôme ya no pudo acoger el Tour (hasta la introducción del col de la Biche y el regreso de la etapa del Mont du Chat en 2017). Fue el francés Thomas Voeckler quien llegó primero a la cima.
El Grand Colombier se atravesó durante la decimoquinta etapa del Tour de Francia 2016, entre Bourg-en-Bresse y Culoz, en una configuración especial. Tras subir el puerto por Lochieu (clasificado como de categoría especial), por el que pasó Rafał Majka en cabeza, los corredores hicieron un bucle por el lado de Anglefort, luego subieron por el lado de Culoz hasta el cruce del lado de Anglefort, donde volvieron a bajar al valle para llegar a la meta en Culoz. Esta segunda subida se denomina "lacets du Grand Colombier", en referencia a las numerosas curvas en horquilla de la subida y al paso en forma de serpiente por la ladera de la montaña; está clasificada como de 1.ª categoría y, una vez más, Rafał Majka pasó en cabeza.
En 2017, el Tour de Francia volvió a pasar por el Grand Colombier, en la etapa entre Nantua y Chambéry. Por primera vez, se abordaba desde el lado de Virieu-le-Petit y se clasificó como una subida de categoría especial. Fue Warren Barguil quien cruzó el col en cabeza.
En 2020, el col du Grand Colombier se programó en la 15.ª etapa, con la ascensión de tres de las cuatro rutas de acceso, incluida la meta de la etapa. El esloveno Tadej Pogačar ganó la etapa.
En 2023, volvió a utilizarse.

#### Critérium del Dauphiné
La ascensión de este puerto figuraba en el programa del critérium del Dauphiné de 1988; Charly Mottet lo cruzó en cabeza (terminó 3.º en la clasificación general al final de la competición).
En 2012, el colombiano Cayetano Sarmiento del equipo Liquigas-Cannondale se hizo con el primer puesto después de haberlo escalado por Culoz.

#### Tour de l'Ain
En 1989 figuró por primera vez en el programa del Tour de l'Ain. Barne Saint-Georges fue el primer corredor en cruzarlo en cabeza y ganó la etapa.
En 1996, una de las etapas tuvo lugar en el paso del Grand Colombier sin que éste marcara el final de una etapa. David Delrieu lo cruzó en cabeza.
En 1998, se celebró una etapa en el puerto y Alexandre Vinokourov fue el primero en cruzarlo.

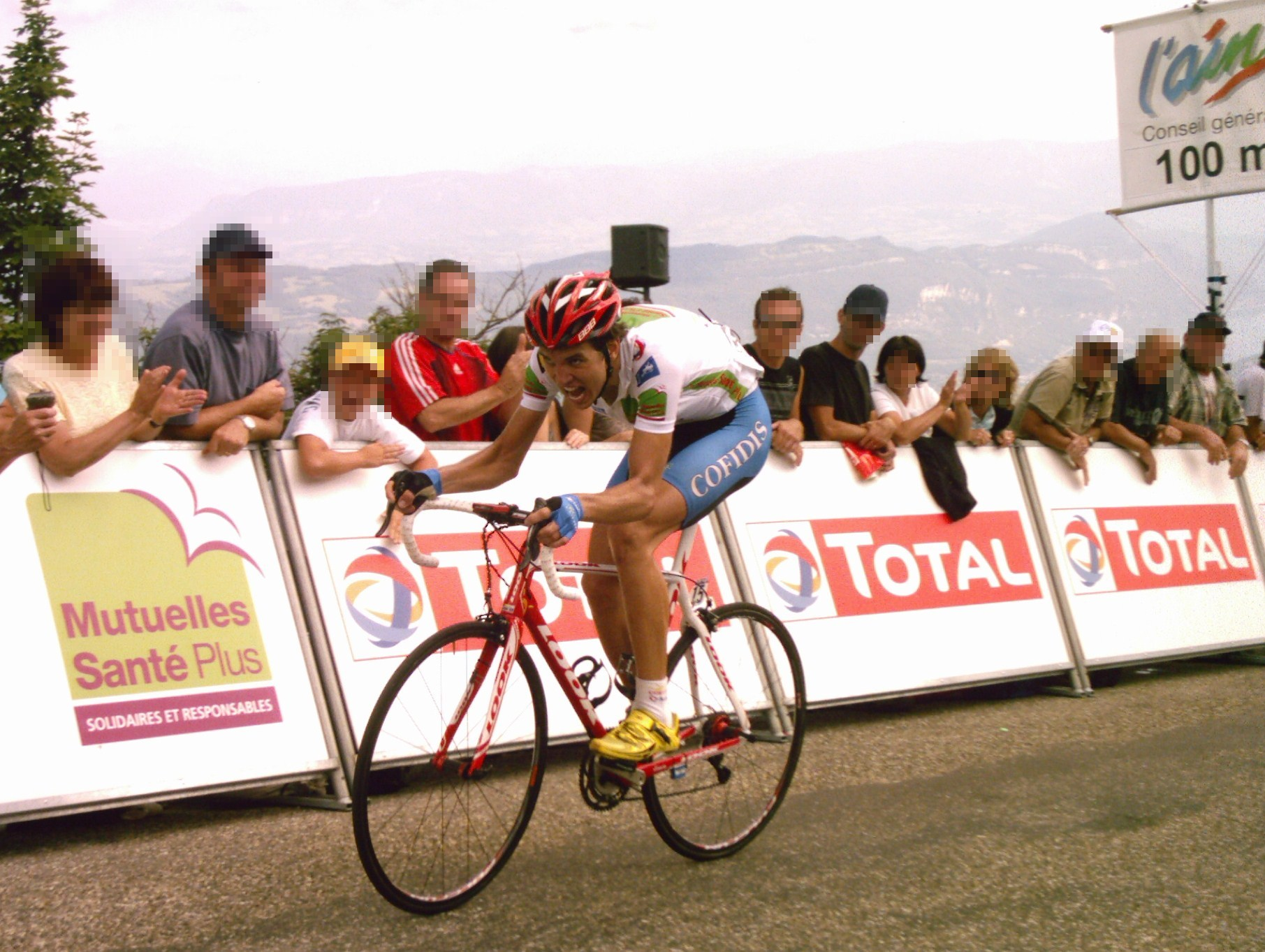
Rein Taaramäe durante la 4.ª etapa Belley - Culoz, col du Grand Colombier, que ganó.

En 1999, los organizadores decidieron colocar este col al final de la etapa, como en 1989. A su vez, Chris Jenner en 1999, David Delrieu en 2000, Marek Rutkiewicz en 2002, Carl Naibo en 2005, John Gadret en 2007 y Rein Taaramäe en 2009, ganaron en la cima, cada vez tomando la ruta de Culoz..
Los corredores subieron el puerto por Lochieu durante la edición de 2010, en la que Thibaut Pinot se puso en cabeza en la cima.
El mismo Thibaut Pinot ganó la última etapa, con final en el Grand Colombier y subida por Culoz, en la edición de 2011. Quedó por delante de David Moncoutié, que ganó la clasificación general final.
En 2016, Bart de Clercq se adelantó en el col, procedente de Lochieu, en una etapa que llegaba a Belley. En 2017, se volvió a escalar desde Lochieu. Thibaut Pinot, maillot amarillo, volvió a cruzar la cima en cabeza y dejó la etapa en manos de su antiguo compañero de equipo Alexandre Geniez en Culoz. En 2019, aunque la prueba se había trasladado a finales de mayo, la subida por Culoz fue el final de la última etapa. Thibaut Pinot, de nuevo con éxito, gana la etapa y el maillot amarillo del Tour de l'Ain
En el Tour de l'Ain de 2020, el puerto del Grand Colombier se subió en la última etapa en parte de la vertiente occidental directa (la llamada subida de la Selle de Fromentel) y luego como final de etapa por Culoz. Primož Roglič ganó la etapa por delante de los colombianos Egan Bernal y Nairo Quintana, ganando así esta edición.

#### Tour del Porvenir
Los corredores del Tour del Porvenir lo subieron en 1978, 1979 y 1998 por Virieu-le-Petit. En cada ocasión, algunos corredores, sorprendidos por la dificultad y por no haber elegido una marcha adecuada, echaron pie a tierra.